# Бабатай (Аршалинський район)
Бабата́й (каз. Бабатай) — станційне селище у складі Аршалинського району Акмолинської області Казахстану. Входить до складу Арнасайського сільського округу.
Населення — 244 особи (2021; 301 у 2009, 350 у 1999, 371 у 1989).
Національний склад станом на 1989 рік:
- казахи — 53 %
- росіяни — 25 %.